# NASDAQ-100 Open 2006
NASDAQ-100 Open 2006 - тенісний турнір, що проходив на відкритих кортах з твердим покриттям Tennis Center at Crandon Park у Кі-Біскейні (США). Належав до серії Мастерс у рамках Туру ATP 2006, а також до турнірів 1-ї категорії в рамках Туру WTA 2006. Відбувсь удвадцятьдруге і тривав з 20 березня до 2 квітня 2006 року.

## Переможниці та фіналістки

### Одиночний розряд, чоловіки
Роджер Федерер —  Іван Любичич 7–6(7–5), 7–6(7–4), 7–6(8–6)

### Одиночний розряд, жінки
Світлана Кузнецова —  Марія Шарапова 6–4, 6–3

### Парний розряд, чоловіки
Йонас Бйоркман &  Макс Мирний —  Боб Браян &  Майк Браян 6–4, 6–4

### Парний розряд, жінки
Ліза Реймонд &  Саманта Стосур —  Лізель Губер &  Мартіна Навратілова 6–4, 7–5